# Артамонова-Курова, Наталья Борисовна
Наталья Борисовна Артамонова-Курова (в девичестве Курова; род. 22 апреля 1962, Москва) — советская конькобежка, участница зимних Олимпийских игр 1984 года, бронзовый призёр чемпионата Европы, 2-кратная чемпионка СССР по спринтерскому многоборью, чемпионка СССР в классическом многоборье, призёр чемпионата СССР. Мастер спорта СССР международного класса. Выступала за «Динамо» (Москва).

## Биография
Наталья Курова, коренная москвичка, с раннего возраста занималась фигурным катанием, а в конькобежный спорт пришла в 1975 году, когда её мать Лариса Курова, известная в прошлом велосипедистка, записала её в секцию. Тренировалась она под руководством тренеров А. Ходорковского, Владимира Киндякова. 
В январе 1978 года на всесоюзных соревнованиях общества "Труд" среди юных конькобежцев, ученица 9-го класса установила два равнинных рекорда Советского Союза для девушек среднего возраста. Её результаты на 1000 метров - 1:32,9 сек, на 1500 метров - 2:24,7 сек. В том же году впервые участвовала на международном юниорском матче СССР-ГДР, где заняла 2-е место в многоборье. 
В 1979 году 16-летняя москвичка одержала убедительные победы на дистанциях 500, 1500 и 1000 метров на первенстве СССР среди юношей и девушек старшего возраста и не оставила никаких шансов в многоборье остальным участницам. В марте на матче СССР - ГДР среди юниоров Курова стала сильнейшей в многоборье. 
В 1980 году на дебютном чемпионате мира по классическому многоборью впервые за историю участия наших конькобежцев в чемпионатах мира среди юниоров завоевала малую золотую медаль в беге на 500 метров и заняла 10-е место в многоборье.
В феврале 1981 года победила в многоборье на юниорском первенстве СССР, одержав победы на всех 4-х дистанциях. Следом она стала чемпионом Москвы, выиграв на трёх дистанциях 1000, 1500 и 3000 метров. В 1982 году Наталья также дебютировала на чемпионате мира в
спринтерском многоборье и заняла только 30-е место. 
Через год на чемпионате СССР в спринтерском многоборье одержала свою первую победу и следом на спринтерском чемпионате мира поднялась на 7-е место в многоборье. В том же 1983 году вышла замуж и в 1984 году выступала уже под фамилией Артамонова на зимних Олимпийских играх в Сараево, где заняла 7-е место в беге на 1500 м. Пропустив сезон 1984/85 из-за рождения ребёнка, Наталья вернулась в конце 1985 года. 
Уже в 1986 году она выиграла чемпионат СССР в классическом и чемпионат СССР в спринтерском многоборьях и стала бронзовым призёром в многоборье на чемпионате Европы в Гейтхусе. На чемпионате мира в спринтерском многоборье в Каруидзаве заняла 7-е место. 
В 1987 году, после "серебра" в многоборье на чемпионате СССР заняла 4-е место на чемпионате Европы в Гронингене и через месяц стала 7-й на своём втором чемпионате мира по классическому многоборью. В марте 1987 года на первом Кубке мира выиграла серебряную медаль в беге на 1000 м и бронзовую на 500 м. Через год участвовала на нескольких этапах Кубка мира и на чемпионате Европы в Консберге, где заняла 6-е место в сумме многоборья. 
В 1988 году завершила карьеру спортсменки.